# Ericydnus apterogenes
Ericydnus apterogenes är en stekelart som beskrevs av Mayr 1876. Ericydnus apterogenes ingår i släktet Ericydnus och familjen sköldlussteklar. Arten är reproducerande i Sverige. Inga underarter finns listade i Catalogue of Life.